# 高句麗王の一覧
高句麗王の一覧（こうくりおうのいちらん）では、高句麗の国王および諡号を列記する。

## 概要
高句麗を建国した東明聖王の生母は、中国の英雄河伯の娘である柳花夫人であり、東明聖王が中国人の血を引いていることは議論の余地がない。高句麗を建国した東明聖王の父親の解慕漱は藁離国人であり、内藤湖南は、橐離国は、松花江支流に居住していたダウール族と指摘している。
『三国史記』高句麗本紀・広開土王紀・百済本紀・義慈王紀によると、高句麗王たちは、中国黄帝の孫の高陽氏、中国黄帝の曾孫の高辛氏の子孫であると称していた。
『逸周書』「王会解」は、古代中国の少数民族とその分布について述べたものであり、晋の孔晁による注がつけられているが、「高夷」について「高夷東北夷高句麗」と注しており、高句麗を高夷族の子孫としている。このことから中国学界は、高句麗の先祖である高夷族と高陽氏を接続させ、高夷族の起源を高陽氏に確定、「卵生神話、鳥羽冠（鳥の羽で飾られた帽子 ）の風習、鬼神思想などが共通している」として、高句麗を高陽氏の子孫と主張する。中国学界はもう一つの証拠として『晋書』「慕容雲載記」を挙げており、慕容雲の祖父である高和は高句麗族であるが、高陽氏の末裔であるため高姓を名乗り、慕容雲の本来の名前は「高雲」という記事である。中国学界は、「高陽氏→高夷族→高句麗族」と連結させ、高句麗の祖先は高夷族であり、さらに遡ると高陽氏とみている。
『三国史記』では高句麗王系について、本紀の始祖王の記載の最初に高句麗では「始祖東明聖王姓高氏。諱朱蒙」と書かれ、王系の姓を明記しているが、高句麗王に対しては始祖王にのみ姓「高」が書かれている。高句麗王の姓「高」は『三国史記』の始祖条と『三国遺事』の王暦と『三国遺事』紀異第一「高句麗」条で書かれているが、『三国遺事』「高句麗」条がもっとも詳しく、「国号高句麗。因以高為氏。本姓解。今日言是天帝子。承日光而也。今自生。故自以高為代。」と記しており、三品彰英は「高句麗の高をとって氏としたというが、句麗王が高氏を称したとする初見は『宋書』高句麗伝に『高句麗王高璉。晋安帝義熙九年』とある高璉（長寿王）である。広開土王（長寿王の父）一七年条に『春三月。遣使北燕。且叙宗族。北燕王雲遣侍御史李抜報之。雲祖父高和句麗之支。自云高陽氏之苗裔。故以高為氏焉』とあり、『三国史記』高句麗本紀のこの記事は『資治通鑑』より引用しているのである。すなわち高句麗王が高氏を称したのは北燕王の高氏に由来するもので、高句麗の高をとったものではない」と述べている。
『三国史記』巻三十二「唐書云，高句麗俗多淫祠，祀靈星及日箕子可汗等神。」『旧唐書』高麗伝「其俗多淫祀，事靈星神，日神，可汗神，箕子神。」『旧唐書』高麗伝「食用籩豆，簠簋，尊俎，罍洗，頗有箕子之遺風。」『新唐書』高麗伝「俗多淫祠，禮靈星及日，箕子，可汗等神。」とあり、高句麗王は、朝鮮を征服して箕子朝鮮を建国した中国殷王朝の政治家である中国人の箕子の子孫を称し、箕子を祖先として崇め、箕子の継承者であると主張していた。そのため高句麗王は、箕子の祠廟を建て、崇拝し、四季を通じて祭祀をおこなっていた。박대종（大鐘言語研究所所長）は、高句麗王は箕子を高句麗の始祖、朝鮮の祖先と認識していた、と指摘している。

## 歴代高句麗国王
|                | 諡号     | ハングル       | 名字                                | 在位期間      |
| 伝説時代       |          |                |                                     |               |
| 1              | 東明聖王 | 동명성왕       | 고주몽 高朱蒙, 추모 鄒牟, 상해 象解 | 37 BC - 19 BC |
| 2              | 瑠璃明王 | 유리명왕       | 유리 琉璃 , 누리 類利, 유류 孺留    | 19 BC - 18 AD |
| 3              | 大武神王 | 대무신왕       | 무휼 無恤                           | 18 - 44       |
| 4              | 閔中王   | 민중왕         | 해색주 解色朱                       | 44 - 48       |
| 5              | 慕本王   | 모본왕         | 해우 解憂, 해애루 解愛婁            | 48 - 53       |
| 大国時代       |          |                |                                     |               |
| 6              | 太祖大王 | 태조왕         | 궁 宮, 어수 於漱                    | 53 - 146      |
| 7              | 次大王   | 차대왕         | 수성 遂成                           | 146 - 165     |
| 8              | 新大王   | 신대왕         | 백고 伯固, 백구 伯句                | 165 - 179     |
| 丸都・国内時代 |          |                |                                     |               |
| 9              | 故国川王 | 고국천왕       | 남무 男武, 이이모 伊夷謨            | 179 - 197     |
| 10             | 山上王   | 산상왕         | 연우 延優, 위궁 位宮                | 197 - 227     |
| 11             | 東川王   | 동천왕         | 우위거 憂位居, 교체 郊彘            | 227 - 248     |
| 12             | 中川王   | 중천왕         | 연불 然弗                           | 248 - 270     |
| 13             | 西川王   | 서천왕         | 약로 藥盧, 약우 若友                | 270 - 292     |
| 14             | 烽上王   | 봉상왕         | 상부 相夫, 삽시루 歃矢婁            | 292 - 300     |
| 15             | 美川王   | 미천왕         | 을불 乙弗, 우불 憂弗                | 300 - 331     |
| 16             | 故国原王 | 고국원왕       | 사유 斯由, 유 劉, 쇠 釗             | 331 - 371     |
| 17             | 小獣林王 | 소수림왕       | 구부 丘夫                           | 371 - 384     |
| 18             | 故国壌王 | 고국양왕       | 이련 伊連, 어지지 於只支            | 384 - 391     |
| 19             | 好太王   | 광개토왕       | 담덕 談德                           | 391 - 412     |
| 平壌時代       |          |                |                                     |               |
| 20             | 長寿王   | 장수왕         | 거련 巨連, 련 璉                    | 412 - 491     |
| 21             | 文咨明王 | 문자명왕       | 나운 羅雲, 운 雲                    | 491 - 519     |
| 22             | 安臧王   | 안장왕         | 흥안 興安, 안 安                    | 519 - 531     |
| 23             | 安原王   | 안원왕         | 보연 寶延, 연 延                    | 531 - 545     |
| 24             | 陽原王   | 양원왕         | 평성 平成                           | 545 - 559     |
| 25             | 平原王   | 평원왕         | 양성 陽成, 탕 湯, 양 陽             | 559 - 590     |
| 26             | 嬰陽王   | 영양왕, 평양왕 | 원 元                               | 590-618       |
| 27             | 栄留王   | 영류왕         | 건무 建武, 성 成, 무 武             | 618 - 642     |
| 28             | 宝蔵王   | 보장왕         | 장 藏, 보장 寶藏                    | 642 - 668     |